# واکنش هرز
واکنش هرز (به انگلیسی: Herz reaction)، که به نام شیمیدان آلمانی ریچارد هرز نامگذاری شده‌است، عبارت است از تبدیل شیمیایی مشتقات آنیلین (۱) به اصطلاحاً نمک هرز (۲) به وسیله دی‌سولفور دی‌کلرید و به دنبال آن آبکافت این نمک (۲) به سدیم تیولات مربوطه(3):